# Zanthoxylum delagoense
Zanthoxylum delagoense är en vinruteväxtart som beskrevs av Alma May Waterman. Zanthoxylum delagoense ingår i släktet Zanthoxylum och familjen vinruteväxter. Inga underarter finns listade i Catalogue of Life.